# 835 Olivia
835 Olivia је астероид. Приближан пречник астероида је 35,65 , 
а средња удаљеност астероида од Сунца износи 3,218 астрономских јединица (АЈ). 
Инклинација (нагиб) орбите у односу на раван еклиптике је 3,707 степени, а орбитални период износи 2108,630 дана (5,773 година). Ексцентрицитет орбите астероида износи 0,091. 
Апсолутна магнитуда астероида износи 11,90 а геометријски албедо 0,024.
Астероид је откривен 23. септембра 1916. године.